# MTV Unplugged

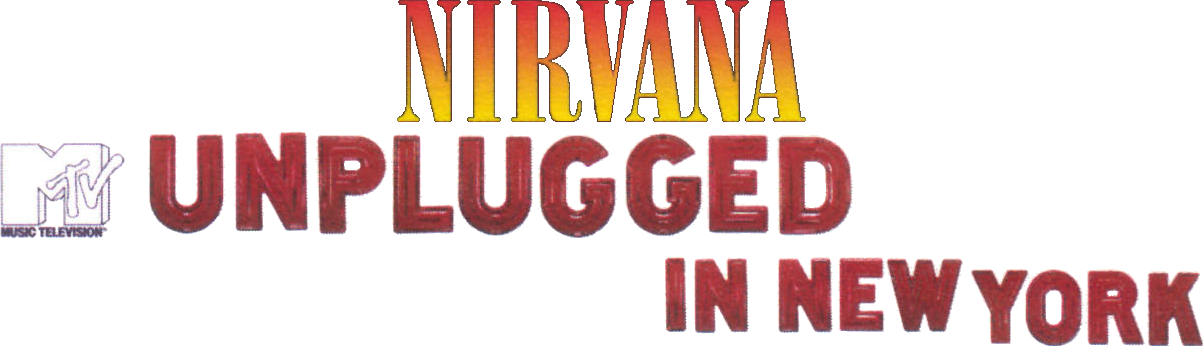
El logotip de Nirvana MTV Unplugged in New York

L' MTV Unplugged (en català MTV Desendollat) són una sèrie de petits concerts acústics organitzats pel canal de televisió nord-americà MTV. Emès per primer cop el 1989, amb el seu format íntim i autèntic ha marcat una emprenta en la història de la música i la televisió, tot oferint algunes de les actuacions més emblemàtiques de la cultura musical.
La sèrie tingué el seu auge en els 90, quan era emesa de forma regular i servia com a vehicle per consagrar als artistes del moment així com per també revitalitzar les carreres dels grans intèrprets ja consagrats. Des del 2009 que només s'emet de forma ocasional i en línia.

## El concepteUnplugged
El concepte d'Unplugged consisteix en la idea de desconnectar els instruments elèctrics i centrar-se en la interpretació acústica, utilitzant instruments com la guitarra clàssica, el contrabaix o el piano tradicional (tot i que es permet l'ús de micròfons externs). Amb aquest format s'aconsegueix crear un ambient més íntim i proper que apropa l'artista al públic.

#### Pioners de l'Unplugged
El primer Unplugged de la història va ser en un concert de Nadal d'Elvis Presley l'any 1968 on, durant una estona Elvis va tocar davant d'una petita audiència de forma informal i improvisada juntament amb alguns dels seus antics músics com el guitarrista Scotty Moore, D.J. Fontana, Charlie Hodge i Alan E. Fortas.

## Origen del show
El programa va ser creat pels productors Robert Small i Jim Burns. En els 13 primers capítols Jules Shear va ser l'amfitrió de la sèrie fins que la seva figura va ser eliminada. L'episodi pilot i els primers set capítols van ser produïts per Bruce Leddy, tot i que després se'n va fer càrrec el productor associat Alex Coletti. El programa va ser produït per Viacom i va ser dirigit amb més freqüència per Milton Lage i Beth McCarthy (aquesta última és coneguda per dirigir el programa Saturday Night Live per diverses temporades).
El primer MTV Unplugged oficial es va estrenar el 26 de novembre de 1989 amb el grup britànic Squeeze, la cantant Sys Straw i el músic Elliot Easton.

#### Èxit i consagració del format
Destaquen dos enregistraments que van ser claus per impulsar la sèrie: el disc Unplugged (The Official Bootleg) de Paul McCartney l'any 1991 i l'Unplugged d'Eric Clapton, editat l'any següent. L'èxit del primer va posar el programa a la llista pública i va marcar la permanència de la sèrie. La segona gravació va ser la més venuda a la llarga carrera de Clapton i el va fer guanyar dos premis Grammy.

## Moments rellevants
Al llarg dels anys, MTV Unplugged ha presenciat moments musicals inoblidables i ha contribuït a consolidar la reputació d'alguns artistes com a intèrprets excepcionals.
- Un dels unplugged més estranys va ser el de la mítica banda The Cure, ja que a la seva ambientació es podia apreciar espelmes, coixins i un ambient tètric. En aquell moment la banda es trobava al cim de la seva carrera.
- Pearl Jam, transmès el maig de 1992, va presentar un Unplugged que es va convertir en una versió acústica del seu àlbum Ten, incloent-hi temes com a State of Love and Trust i la llegendària Rockin' in the Free World de Neil Young.
- El 1992 Mariah Carey va fer història sent la primera intèrpret femenina en el programa especial d'MTV Unplugged. En aquest va demostrar les seves capacitats excepcionals en la veu tot interpretant temes dels seus antics àlbums d'estudi, i també fent un duet amb una de les seves coristes per versionar el clàssic de The Jackson 5 I'll Be There.
- L'MTV Unplugged de Nirvana gravat 18 de novembre de 1993, va ser una de les últimes aparicions televisives de la banda, abans de la mort del cantant i guitarrista Kurt Cobain. En aquesta es varen interpretar maquetes musicals de temes propis majoritàriament poc coneguts i covers d'altres intèrprets com The Vaselines, Meat Puppets, David Bowie i Leadbelly. Això va ser un contrast respecte a els altres concerts d'Unplugged i és considerada actualment com un dels shows més icònics del programa.
- Kiss, l'agost del 1996, es va presentar amb els seus membres originals, marcant la seva reunió després de més d'una dècada. L'èxit va portar a una gira mundial.
- L'any 1996, Oasis va ser convidat al programa però el vocalista Liam Gallagher no es va presentar, generant rumors de separació de la banda.
- La banda Alice In Chains va escollir el programa per realitzar el seu últim concert l'any 1996. El vocalista Layne Stanley va dur a terme una gran actuació tot i estar en males condicions de salut per la seva addicció a l'heroina.
- Bryan Adams, el setembre del 1997, va oferir un concert a Nova York acompanyat amb una orquestral formada pels estudiants de la Juilliard School.
- Entre el 2001 i el 2006, MTV Unplugged 2.0 es va gravar als estudis de Times Square a Nova York, amb actuacions destacades de R.E.M., Staind, Lauryn Hill, Jay Z, Korn, i altres.
- El 2013, la banda alemanya Scorpions va realitzar una sèrie de concerts a l'estil MTV Unplugged amb motiu del seu retir
- El 2014 Miley Cyrus i Madonna van protagonitzar un duet qualificat com a llegendari vestides de vaqueres, encara que alguns mitjans ho van considerar el pitjor Unplugged.

## Impacte Cultural
MTV Unplugged ha tingut un impacte rellevant en la indústria musical des finals de segle XX fins a l'actualitat, i amb les seves actuacions ha modificat la percepció de molts artistes. Aquesta ha estat vista també per a molts músics com a una oportunitat de mostrar les seves capacitats musicals sense els efectes de producció que acompanyen les seves actuacions gravades.
Molts dels artistes apareguts al llarg del programa han publicat la seva sessió Unplugged com a àlbum, i alguns d'aquests àlbums han sigut èxits comercials i crítics. Unplugged (1992) d'Eric Clapton va vendre 26 milions de còpies a tot el món i es va convertir en l'àlbum en directe més venut de tots els temps.